# الدوري التشيلي لكرة القدم 1984
الدوري التشيلي لكرة القدم 1984 (بالإسبانية: Primera División de Chile 1984)‏ هو الموسم 52 من الدوري التشيلي لكرة القدم. كان عدد الأندية المشاركة فيه 26، وفاز فيه نادي أونيفرسيداد كاتوليكا.